# Siphonodentalium laubieri
Siphonodentalium laubieri är en blötdjursart som beskrevs av Bouchet och Warén 1979. Siphonodentalium laubieri ingår i släktet Siphonodentalium och familjen Gadilidae.
Artens utbredningsområde är Norra Ishavet. Inga underarter finns listade i Catalogue of Life.